# زلزال وهران 1790
وقع زلزال وهران 1790 في 10 أكتوبر 1790، في منطقة قريبة من مدينة وهران الساحلية في الجزائر. وبلغت شدة الزلزال القصوى المقدرة بين (8-10 درجات) على مقياس الزلازل الأوروبي (EMS-98)، المختص في قياس أثر الزلزال على المنطقة. وقدر أعداد الوفيات بسبب الزلزال والتسونامي المصاحب له إلى 3,000 شخص. وأثير جدلًا حول قوة الزلزال على مقياس ريختر بين علماء الزلازل القديمة حيثُ تراوحت التقديرات بين (5.5 - 7.5 درجة).
كان للزلزال أثر كبير على تاريخ الجزائر، حيثُ كان من أسباب إنهاء احتلال الإسبان لوهران.

## تأثير الزلزال
بدأت سلسلة الزلازل في 8 أكتوبر في مدينة وهران التي كانت تحت الاحتلال الإسباني، وشعر بالزلازل سكان مالطا وإسبانيا. كما شعر سكان غرناطة وقرطاجنة وملقا وسانتافي بالزلازل. واستمرت الزلازل العنيفة التي شعر بها سكان وهران حتى 25 أكتوبر. ووقعت أضرار جسيمة في وهران، حيث دُمّر جزء كبير من المدينة التاريخية. كما وردت تقارير عن وجود أضرار في قرطاج وتونس وإسبانيا مرورًا بالبحر الأبيض المتوسط.
في الساعات الأولى من يوم الأحد 10 أكتوبر 1790، الساعة 1:15 صباحًا بالتوقيت المحلي، دمر زلزال عنيف عدد كبير من منازل وهران بالكامل، وحاصر الركام ألف شخص تقريبًا. وتبع هذا الزلزال عدة زلازل أخرى، مسببةً دمارًا إضافيًا وزيادة بعدد الوفيات. وتسببت الانهيارات الأرضية في انتشار الركام بالمدينة، مع بقاء المباني حديثة البناء وحصن المدينة سالمة.
وفقًا لصحيفة غازيتا دي مدريد كان من بين القتلى أكثر من 250 جنديًا إسباني، بينما تشير بعض المصادر إلى مقتل ما يصل إلى 600 جندي. وتعرضت إحدى قصبات المدينة لأضرار بالغة، مما أدى لمقتل قائد عام وابنته. كما قُتل عدد من كبار المسؤولين العسكريين جراء انهيار هياكل بنائية. ولقي ما لا يقل عن 86 سجينًا و23 مسؤولًا في السجن حتفهم عندما انهار أحد السجون. وتمكن نصف السجناء من الفرار.
تجمع العديد من الناجين في ساحة مفتوحة بعد الزلزال مباشرة، بسبب ضيق شوارع المدينة. ونهبت الممتلكات الشخصية في المدينة المدمرة؛ مما أدى بالاستعمار لإعلان عقوبة الإعدام لكل من يُقبض عليه. وقُدمت المساعدات للناجين بعد أسبوع، وشملت خيامًا وطعامًا ومساعداتٍ طبية. وكلف كارلوس الرابع ملك إسبانيا حاكم وهران بكتابة تقرير عن الزلزال بعد بضعة أيام. وقد كانت الأضرار التي لحقت بوهران وجارتها المرسى الكبير بالغة لدرجة أن الإمبراطورية الإسبانية انسحبت من المدينتين في نهاية المطاف عام 1792 لعدم جدوى أعمال الإصلاح. وانتقل العديد من المقيمين الإسبان في الجزائر إلى مدينة سبتة.

## التسونامي
تكونت موجة تسونامي هائلة بعد الزلزال، وشاهدها الكثيرون عند الساحل، كما رمى بالبحارة من سفنهم. أدى ذلك لفرار سكان الساحل مع اقتراب الأمواج، التي غمرت سواحل شمال إفريقيا، وجرفت القوارب من الموانئ. كما ضربت أمواج صغيرة شبه الجزيرة الإيبيرية في ألميريا وقرطاجنة، حيث ارتفع مستوى سطح البحر فيها إلى 6 أقدام. رغم ذلك لم يُخبر أحد بوجود اضطرابات بحرية في المغرب.

## الصفائح التكتونية
تقع دولة الجزائر بالقرب من حدود صفائح متقاربة معقدة وغير محددة الشكل، وذلك بين الصفيحة الإفريقية والصفيحة الأوراسية. وتُشكّل الصفائح المتقاربة منطقة ضغط في منطقة شمال الجزائر، تتلائم مع شكلها فوالق الدفع والانعكاس على اليابسة وفي الطبقات الداخلية. وقد شكّلت صدوع الطبقات الناتجة عن الضغط سلسلة جبال الأطلس في الجزائر والمغرب. كما أن الوضع التكتوني للجزائر يجعل البلاد عرضة لزلازل ضخمة ومميتة تتجاوز قوتها 6.0 درجات. كما تُشكّل صدوع الدفع البحرية تهديدًا بتسونامي على الساحل الجزائري خلال الزلازل الكبيرة.

## قوة الزلزال
أجريت العديد من الدراسات حول زلزال وهران، وتراوحت النتائج على أن شدة تأثير الزلزال بلغ بين (9-10 درجات) على مقاييس MSK وEMS وميركالي، وذلك بناءًا على الأوصاف التاريخية، التي وصفت الزلزال في ألمريا بين (4-5 درجات) وقرطاجنة (4 درجات) والمرسى الكبير (4-5 درجات). ومع إعادة دراسة الأوصاف والأدبيات القديمة، أعيد تقييم قوة أثر الزلزال في وهران إلى (8 درجات)، وذلك بعد أن أرجع سبب الأضرار الهائلة إلى سوء الهندسة العامة للأبنية. وبدليل أن شدة الزلزال لم تصل إلى مستوى (9 درجات) في المرسى الكبير، على بعد 8 كم فقط من وهران، ولم يتم الإبلاغ عن أي أضرار مما يشير إلى أن الشدة كانت أضعف مما كان يعتقد في السابق. وفي مجلة علمية صدرت عام 2019، حدّد الباحثون شدة الزلزال بين (9-10 درجات) للمناطق الساحلية في وهران، حيث سُجّلت أكبر الأضرار. واستُدلّ على ذلك من الوثائق الإسبانية الأصلية التي تصف آثاره.
إن شدة الاهتزازات وتكوين موجات تسونامي عالية ترجع إلى عمق بؤرة الزلزال الضحل وموقع بؤرة الزلزال بالقرب من الساحل. ووفقًا للضابط العسكري بيدرو ماريا ليغالويس غريمارست، بدأت الهزات بحركة رأسية للأرض، تلتها اهتزازات في الاتجاه الجنوبي الغربي والشمال الشرقي. وهذا يشير إلى أن صدع الزلزال تكوّن من حدثين فرعيين على صدع عكسي. يقع على الساحل الشمالي الغربي لوهران صدع عكسي قبالة الساحل، وقد يكون مصدر الزلزال والتسونامي. ويحتمل أن يكون الصدع المصدر ممتدًا من البحر إلى الساحل. وبناءً على الأضرار والتسونامي، يُعتقد أن قوة الزلزال تتراوح بين 6.0 و6.5 درجة على مقياس ريختر.

## زلازل أخرى
ضرب زلزال آخر مدينة وهران في 6 يونيو 2008 بقوة 5.5 درجة على مقياس ريختر. وبلغت شدة تأثيره 7 على مقياس EMS-98، و6 درجات على مقياس ميركالي. أدى الزلزال إلى مقتل شخص وإصابة العشرات. وأشار تحليل قياس العزم إلى وجود صدع عكسي على عمق ضحل، ومركزه قبالة الساحل. وتنشط الصدوع قبالة الساحل بفعل الضغط من الشمال الغربي إلى الجنوب الشرقي، نتيجةً لتقارب صفيحتي أفريقيا وأوراسيا في البحر الأبيض المتوسط.